# Лири (Тексас)
Лири (енгл. Leary) град је у америчкој савезној држави Тексас. По попису становништва из 2010. у њему је живело 495 становника.

## Демографија
Према попису становништва из 2010. у граду је живело 495 становника, што је 60 (10,8%) становника мање него 2000. године.
| Група             | 2000.       | 2010.       |
| Белци             | 507 (91,4%) | 433 (87,5%) |
| Афроамериканци    | 32 (5,8%)   | 35 (7,1%)   |
| Азијати           | 2 (0,4%)    | 0 (0,0%)    |
| Хиспаноамериканци | 6 (1,1%)    | 6 (1,2%)    |
| Укупно            | 555         | 495         |